# Wynne Unit
La John M. Wynne Unit (également surnommée Wynne Unit ou WY) est une prison américaine pour hommes située dans le nord de la localité de Huntsville, dans le comté de Walker au Texas.
L'établissement est géré par le Texas Department of Criminal Justice (en).

## Histoire
L'État du Texas achète le terrain sur lequel se trouve actuellement l'établissement aux derniers locataires de l'installation (Cunningham et Ellis) en 1883. Le terrain s'étendait alors sur une superficie de 1 970 acres (797,231 ha) et est composé de jardins en terrasse utilisés pour répondre aux besoins de jardinage de l'Huntsville Unit.
La construction de l'établissement débute en 1937 et s'achève en 1939.
Dans les années 1970, la prison compte 17 gardiens de prison dans son équipe de jour pour surveiller 2 600 prisonniers. Le service pénitentiaire s'arrange alors pour que des appels d'offres de construction soient utilisés pour garder les prisonniers, compensant le petit nombre de surveillants.

## Description

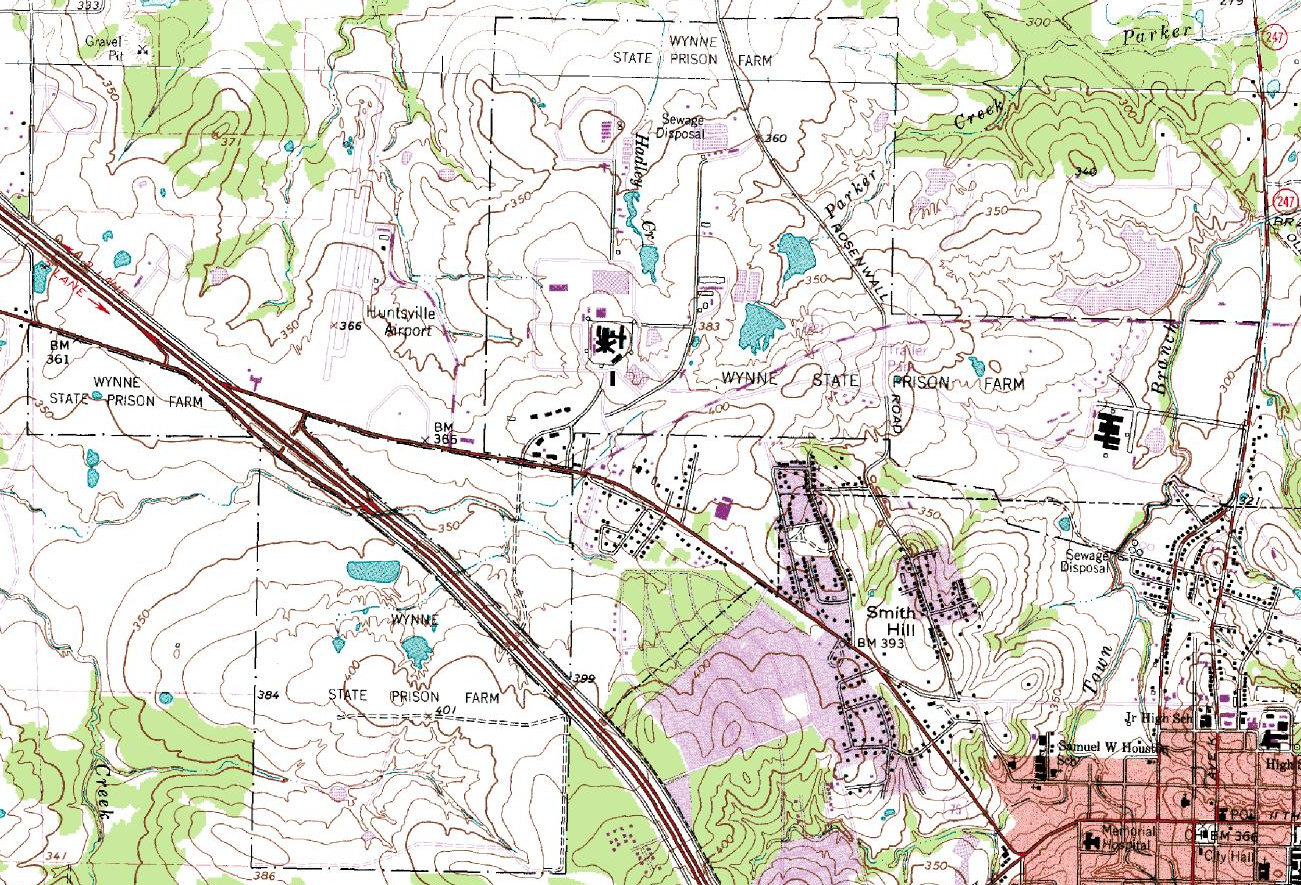
Carte topographique de l'unité Wynne - US Geological Survey - 1er juillet 1976

Wynne, deuxième plus ancienne prison du Texas, est nommée en hommage à John Magruder Wynne, qui a servi en tant qu'agent pénitentiaire et, plus tard, en tant que membre du conseil d'administration du système pénitentiaire de 1878 à 1881.
L'établissement est situé à l'intersection de Farm to Market Road 2821 Ouest et Texas State Highway 75 Nord. Il est implanté sur un terrain d'une superficie de 1 412 acres (571,416 ha) où est également implanté l'Holliday Unit.
Le district scolaire de Windham a son siège social dans le bâtiment B de l'établissement,.

## Activité économique dans l'établissement
Dans le cadre du son programme d'emplois pour les détenus, l'établissement dispose d'une usine de boîtes, d'une usine de récupération d'ordinateurs, d'une usine de plaques d'immatriculation (la seule pour l'État et travaille avec la société 3M)[réf. nécessaire] ainsi que d'une usine de matelas qui fournit tous les lits pour les collèges d'État[réf. nécessaire].
L'établissement accueille également un atelier de mécanique spécialisé dans la réparation de véhicules diesel, d'une usine de panneaux et de plastiques et une usine d'autocollants.
Toutes les vignettes d'immatriculation des voitures émises par l'État sont également fabriquées dans l'établissement[réf. nécessaire].
Il a été démontré que l'établissement génère un bénéfice d'environ 1 million de dollars par semaine pour l'État du Texas[réf. nécessaire].

## Détenus notables
- David Ruiz (demandeur dans l'affaire Ruiz c. Estelle)[6]
- Fred Cruz (requérant prisonnier dans l'affaire Cruz v. Beto)
- David Crosby (membre de Crosby, Stills et Nash) a été détenu pendant 5 mois à la Wynne State Farm[7].
- Michael Morton - Plus tard disculpé du crime dont il était accusé[8].
- Keith Robert Turner - auteur de l'agression pour crime de haine dans le comté de Harris, Texas en 2006[9]
- Roger W. McGowen

## Événements notables
Le 8 août 2000, un détenu s'évade de la prison en conduisant une camion de semi-remorque à travers le mur de la prison tout en évitant les coups de feu tirés par les surveillant. Le prisonnier laisse le camion sur la piste de l'aéroport de Huntsville et s'enfuit dans un autre véhicule, dont les responsables de l'État pensaient qu'il était conduit par la compagne du détenu évadé. Des policiers avec des chiens de repérage retrouvent l'homme et sa femme sous un arbre à moins de 7 milles (11,265 km) de l'établissement. L'État déclare que l'agresseur "aurait" été interpelé par la force, tandis que sa compagne s'est rendue pacifiquement.
En 2007, deux détenus de Wynne s"évadent. Au cours de l'incident, le véhicule utilisé lors de l'évasion heurte Susan Canfield, une agent correctionnel agée de 59 ans, la tuant. Les deux détenus sont retrouvés et repris. Le chauffeur, Jerry Duane Martin (TDCJ#999552), a été exécuté le 3 décembre 2013. Son complice, John Ray Falk, est condamné à mort en 2017.
En 2008, un délinquant s'échappe de l'unité à l'aide d'une bicyclette pour enfant. Il est interpelé et place en garde à vue moins de 24 heures plus tard[réf. nécessaire].